# Montezumina walkeri
Montezumina walkeri är en insektsart som beskrevs av Nickle 1984. Montezumina walkeri ingår i släktet Montezumina och familjen vårtbitare. Inga underarter finns listade i Catalogue of Life.